# Charlotte (Vorname)
Charlotte (französisch: [ʃaʁ.lɔt], englisch: [ˈʃɑɹ.lət], deutsch: [ʃaʁ.ˈlɔ.tə]) ist ein weiblicher Vorname.

## Herkunft und Bedeutung
→ Hauptartikel: Karla
Beim Namen Charlotte handelt es sich um den weiblichen französischen Diminutiv des Namens Charles.

## Verbreitung
Charlotte gehörte in Frankreich bereits zu Beginn des 20. Jahrhunderts zu den beliebtesten Mädchennamen. In den 1950er und 1960er Jahren geriet er außer Mode. Seit der Mitte der 1980er Jahre gehört er jedoch wieder zu den 50 meistvergebenen Mädchennamen.
In den Vereinigten Staaten war der Name bis in die 1950er Jahre hinein beliebt. In den 1980er und 1990er Jahren wurde er nur selten vergeben. Mittlerweile gehört er zu den beliebtesten Namen des Landes. Im Jahr 2021 belegte er Rang 3 in der Hitliste. Ähnlich populär ist der Name auch in Australien (Rang 3, Stand 2021), Kanada (Rang 2, Stand 2019) und Neuseeland (Rang 1, Stand 2021). Auch im Vereinigten Königreich ist der Name sehr populär.
In Deutschland zählte Charlotte bereits zu Beginn des 20. Jahrhunderts zu den beliebtesten Mädchennamen. In den 1940er Jahren geriet er außer Mode. Seit Mitte der 1980er Jahre wird der Name wieder häufiger vergeben. Mittlerweile zählt er wieder zu den beliebtesten Mädchennamen. Im Jahr 2021 belegte Charlotte Rang 24 der Vornamenscharts. Besonders häufig wurde er in den neuen Bundesländern gewählt (Rang 5, Stand 2021). Auf der Liste der häufigsten Folgenamen belegt Charlotte in Deutschland Rang 8 (Stand 2021).

## Varianten
Die männliche Variante von Charlotte ist Charlot.
Für weitere Varianten: siehe Karla bzw. Karl

## Namenstag
Der Namenstag wird nach Charlotte Thouret am 17. Juli gefeiert.

## Bekannte Namensträgerinnen

### Religiös Profilierte
- Charlotte von Kirschbaum (1899–1975), deutsche Theologin und Schülerin Karl Barths
- Charlotte Knobloch (* 1932), deutsche Präsidentin der Israelitischen Kultusgemeinde München und Oberbayern
- Charlotte Köckert (* 1974), deutsche Theologin und Kirchenhistorikerin
- Charlotte Kreuter-Kirchhof (* 1970), deutsche Rechtswissenschaftlerin, Hochschullehrerin und Vatikan-Funktionärin
- Charlotte Lucas (1752–1794), französische Erzieherin, 1984 von Papst Johannes Paul II. seliggesprochen
- Charlotte Thouret (1715–1794), französische Karmelitin, 1906 von Papst Pius X. seliggesprochen

### Kaiserinnen/Königinnen
- Charlotte Auguste von Großbritannien, Irland und Hannover (1766–1828), Königin von Württemberg, Prinzessin von Großbritannien und Irland
- Charlotte Johanna (1775–1830), Prinzessin von Spanien und Königin von Portugal
- Charlotte von Belgien (1840–1927), Prinzessin von Belgien und Kaiserin von Mexiko
- Sophie Charlotte von Mecklenburg-Strelitz (1744–1818), Königin Charlotte von Großbritannien und Irland, Kurfürstin und Königin von Hannover
- Charlotte zu Schaumburg-Lippe (1866–1946), Königin von Württemberg

### Politikerinnen
- Charlotte Britz (* 1958), deutsche Politikerin (SPD), Oberbürgermeisterin von Saarbrücken
- Charlotte Stoffel (* 1981), deutsche Politikerin (Bündnis 90/Die Grünen)
- Charlotte Zinke (1891–1944), deutsche Politikerin (KPD)

### Schriftstellerinnen/Künstlerinnen/Schauspielerinnen
- Charlotte von Ahlefeld (1777–1849), deutsche Schriftstellerin
- Charlotte Armstrong (1905–1969), US-amerikanische Schriftstellerin
- Charlotte Ayanna (* 1976), US-amerikanische Schauspielerin
- Charlotte Bara (1901–1986), deutsche Ausdruckstänzerin
- Charlotte Basté (1867–1928), deutsche Schauspielerin
- Charlotte Bellmann (* 1991), deutsche Schauspielerin
- Charlotte Birch-Pfeiffer (1800–1868), deutsche Schauspielerin und Schriftstellerin
- Charlotte Böhler-Mueller (1924–2023), deutsche Autorin, Künstlerin und Journalistin
- Charlotte Brontë (1816–1855), britische Schriftstellerin
- Charlotte Brummerhoff (1905–1986), deutsche Schauspielerin und Kabarettistin
- Charlotte Church (* 1986), britische Sängerin
- Charlotte Engelhardt (* 1978), deutsche Moderatorin und Schauspielerin
- Charlotte Frogner (* 1981), norwegische Schauspielerin
- Charlotte Joeres (1916–2007), deutsche Schauspielerin, Hörspielsprecherin und Synchronsprecherin
- Charlotte Kanitz (1773–1826), deutsche Schriftstellerin
- Charlotte Karlinder (* 1975), schwedische TV-Moderatorin
- Charlotte Kerner (* 1950), deutsche Schriftstellerin und Journalistin
- Charlotte Kerr (1927–2011), deutsche Schauspielerin, Regisseurin und Produzentin
- Charlotte Klinder (1891–1943), deutsche Schauspielerin
- Charlotte Kramm (1900–1971), deutsche Schauspielerin und Synchronsprecherin
- Charlotte Lewis (* 1967), englische Schauspielerin
- Charlotte Lorenzen (* 2002), deutsche Schauspielerin
- Charlotte MacLeod (1922–2005), kanadische Schriftstellerin
- Charlotte Munck (* 1969), dänische Schauspielerin
- Charlotte Nicdao (* 1991), australische Schauspielerin
- Charlotte Rampling (* 1946), englische Schauspielerin
- Charlotte Richter-Peill (* 1969), deutsche Schriftstellerin
- Charlotte Roche (* 1978), deutsche Fernsehmoderatorin britischer Herkunft
- Charlotte Salt (* 1985), britische Schauspielerin
- Charlotte Sarcander (1913–1968), deutsche Schriftstellerin, Journalistin und Lehrerin
- Charlotte Schellenberg (1910–1989), deutsche Schauspielerin und Hörspielsprecherin
- Charlotte Schreiber-Just (1914–2000), deutsche Schauspielerin und Hörspielsprecherin
- Charlotte Schwab (* 1952), schweizerische Schauspielerin
- Charlotte Spencer (* 1991), britische Schauspielerin
- Charlotte Sprenger (* 1990), deutsche Theaterregisseurin
- Charlotte Stein-Pick (1899–1991), deutsch-US-amerikanische Emigrantin und Autobiografin
- Charlotte Temming (1903–1984), deutsche Schriftstellerin
- Charlotte Uedingslohmann (* 1999), deutsche Schauspielerin
- Charlotte de Witte (* 1992),  belgische Techno-DJ und Musikproduzentin
- Charlotte Würdig (* 1978), deutsche Moderatorin und Schauspielerin

### Adelige
- Charlotte von Zypern (1444–1487), Tochter von Johann II. König von Zypern
- Charlotte von Frankreich (1516–1524), Prinzessin von Frankreich aus dem Hause Valois
- Charlotte Amalie von Hessen-Kassel (1650–1714), Königin von Dänemark und Norwegen
- Charlotte von Liegnitz-Brieg-Wohlau (1652–1707), letzte weibliche Nachfahrin aus dem Hause der schlesischen Piasten
- Charlotte Amalie von Hessen-Wanfried (1679–1722), Fürstin von Siebenbürgen
- Charlotte Aglaé d’Orléans (1700–1761), Prinzessin von Frankreich und Herzogin von Modena
- Charlotte von Hanau-Lichtenberg (1700–1726), Gemahlin von Landgraf Ludwig VIII. von Hessen-Darmstadt
- Charlotte Amalie von Hessen-Philippsthal (1730–1801), Herzogin von Sachsen-Meiningen
- Charlotte von Stein (1742–1827), Hofdame der Herzogin Amalia und Freundin von Goethe und Schiller
- Charlotte von Sachsen-Meiningen (1751–1827), Herzogin von Sachsen-Gotha und Altenburg
- Charlotte von Schiller (1766–1826), Ehefrau von Friedrich Schiller
- Charlotte von Mecklenburg-Strelitz (1769–1818), Herzogin von Sachsen-Hildburghausen
- Charlotte Augusta von Wales (1796–1817), britische Prinzessin
- Charlotte von Preußen (1798–1860), durch Heirat Zarin Alexandra Fjodorowna von Russland
- Charlotte von Preußen (1831–1855), Erbprinzessin von Sachsen-Meiningen
- Charlotte von Preußen (1860–1919), Herzogin von Sachsen-Meiningen
- Charlotte (1896–1985), Großherzogin von Luxemburg
- Charlotte of Wales (* 2015), britische Prinzessin

### Sonstige
- Charlotte Buff (1753–1828), Vorbild der Lotte in Goethes Die Leiden des jungen Werthers
- Charlotte Bühler (1893–1974), deutsche Psychologin, Mitbegründerin der Humanistischen Psychologie
- Charlotte Corday (1768–1793), französische Attentäterin von Jean Paul Marat
- Charlotte Dod (1871–1960), britische Sportlerin, jüngste Siegerin der Wimbledon Championships
- Charlotte Gaitanides (* 1965), deutsche Juristin
- Charlotte Hughes (1877–1993), britische Altersrekordlerin
- Charlotte Kalla (* 1987), schwedische Skilangläuferin
- Charlotte Kretschmann (1909–2024), deutsche Altersrekordlerin
- Charlotte Kreuter-Kirchhof (* 1970), deutsche Rechtswissenschaftlerin und Hochschullehrerin
- Charlotte Lorenz (1895–1979), deutsche Wirtschaftswissenschaftlerin
- Charlotte von Mahlsdorf (1928–2002), deutsche Transsexuelle, Gründerin des Gründerzeitmuseums in Berlin-Mahlsdorf
- Charlotte Munck (1876–1932), dänische Krankenschwester
- Charlotte Nogler, vollständiger Name von Lotte Nogler (* 1947), italienische Skirennläuferin
- Charlotte Potts (* 1986), deutsche Journalistin und Fernsehmoderatorin
- Charlotte Schmidt, geb. Böhmer (* 1933), deutsche Leichtathletin
- Charlotte Schmitt (1909–1989), deutsche Richterin
- Charlotte Schmitt-Leonardy (* 1980), deutsche Juristin, Rechtswissenschaftlerin und Hochschullehrerin
- Charlotte Sumner (* geb. 20. Jh.), US-amerikanische Neurologin
- Charlotte Voll (* 1999), deutsche Fußballtorhüterin
- Charlotte Schreiter (* 20. Jh.), deutsche Klassische Archäologin
- Charlotte Weihl (* 1999), deutsche Weinkönigin 2024/25